# Serie 435 de Renfe
La serie 435 de Renfe era un conjunto de 46 unidades de trenes automotores eléctricos (Mc-R-Rc, 3000 V cc, 1760 kW) usados en España y provenientes de la transformación entre 1988 y 1989 de unidades de las Series-436, 437 y 438 hecha por Rocafort, Miró-Reig y Sunsundegui. Disponían de 8 motores alimentados por pantógrafos y frenos de aire comprimido y reostático.
Una unidad de la serie se ha conservado en activo y está custodiada desde 1995 por la Asociación de Amigos del Ferrocarril de Madrid.

## Serie 435.500
A pesar de llevar una numeración que indicaría que eran subseries de la Serie 435, existió una serie independiente numerada como Serie 435.500, de 8 unidades (1500 V cc, 948 CV) y construidas por la Sociedad Española de Construcción Naval y Metropolitan Vickers en 1923.